# Маргаретен
Маргаретен (нем. Margareten) — пятый район Вены.  Выделен в 1861 году из состава Видена в отдельный район.
Площадь общины составляет 2,0 км², население — 54 373 человека (1 января 2021), плотность населения — 27 402 чел./км².
Изначально, Маргаретен вошёл в состав Видена при его создании в 1850 году.  Однако, в 1861, после длительных дебатов, Маргаретен стал самостоятельным районом: Виден был разделён из-за значительной социоэкономической разницы.  Наконец, в 1873 году, южная часть Маргаретен была отдана новосозданному району Фаворитен.

## Население
| Год  | Численность |
| ---- | ----------- |
| 2005 | 51882       |
| 2006 | 52534       |
| 2007 | 52286       |
| 2008 | 52434       |

| Год  | Численность |
| ---- | ----------- |
| 2009 | 52288       |
| 2010 | 52354       |
| 2011 | 52753       |
| 2012 | 52581       |

| Год  | Численность |
| ---- | ----------- |
| 2013 | 53071       |
| 2014 | 53610       |
| 2015 | 54246       |
| 2016 | 54938       |

| Год  | Численность |
| ---- | ----------- |
| 2017 | 55356       |
| 2018 | 55640       |
| 2019 | 55407       |
| 2020 | 55123       |